# وی هپی فیو
وی هپی فیو (به انگلیسی: We Happy Few) یک بازی ویدئویی مستقل در سبک اکشن-ماجراجویی و تریلر روان‌شناختی است که توسط کامپالشن گیمز برای مایکروسافت ویندوز، اکس‌باکس وان و پلی‌استیشن ۴ منتشر شده‌است. بازی برای اولین بار در طی کنفرانس مطبوعاتی شرکت مایکروسافت در ای۳ ۲۰۱۶ رونمایی شد. این بازی به صورت دسترسی سریع در تاریخ ۲۶ ژوئیه ۲۰۱۶ برای مایکروسافت ویندوز عرضه شد و در نهایت نسخه کامل بازی به شکل رسمی در اوت ۲۰۱۸ منتشر شد.
داستان بازی دربارهٔ فردی به نام آرتور هستینگز در یک جهان پادآرمان‌شهر به سبک رترو فیوچریزِم است که در آن کلیه افراد توسط قرصی با تأثیر تغییر شخصیت به نام «جوی» کنترل می‌شوند. شخصیت اصلی داستان در شهری ساختگی به نام ولینگتون ولز و در سال ۱۹۶۴ به کار ویراستاری مشغول است که برای دولت وظیفهٔ سانسور و حذف وقایق و داستان‌های ناخوشایند از پرونده‌ها و مدارک را بر عهده دارد. در یکی از روزها و در حین کار، مقاله‌ای مرتبط با برادرش را مشاهده می‌کند که به نظر می‌رسید درگیر مسئله‌ای تراژدی شده بود، و در نتیجه اینبار از خوردن قرص جوی خود اجتناب می‌کند. به همین سبب او دنیایی بسیار متفاوت از واقعیتی که او در زندگی‌اش به آن معتقد بود را مشاهده کرد.